# 2020年12月宜兰地震
2020年12月宜兰地震，是指2020年12月10日发生于台湾宜兰县近海的强烈地震。是次地震震级达ML 6.7级，震源深度为76.8千米，最大烈度为4级。
除台湾本岛所有县市均观测到2级及以上的震度外，澎湖县和连江县也分别观测到了2级和1级的震度。日本冲绳县和中国大陆东南沿海地区均有震感。

## 机构反应

### 参数测定
据交通部中央气象局测定，该次地震发生于2020年12月10日21时19分58秒，震中位于宜兰县政府东方27.2千米的台湾东部海域（北纬24.74度，东经122.03度），震级达ML 6.7级，震源深度为76.8千米，最大烈度为4级。各地区观测到的最大震度如下表所示。
| 最大震度 | 縣市地區                                                                               |
| -------- | -------------------------------------------------------------------------------------- |
| 4級      | 宜兰县、新北市、花莲县、台北市、桃园市、新竹县、南投县、台中市、苗栗县、云林县、嘉义县 |
| 3級      | 基隆市、新竹市、台东县、彰化县、嘉义市、高雄市、台南市                                 |
| 2級      | 屏东县、澎湖县                                                                         |
| 1級      | 连江县                                                                                 |

由日本气象厅设置于冲绳县的测站也记录到了最大震度2的地震波。据日本气象厅测定，该次地震震级为Mj 6.3级，震源深度约为80千米。
其他机构测定的地震规模均比台湾方面测得的震级低。据美国地质调查局测定，该次地震震级为MW 6.1级、mb 6.1级，震源深度为74.6千米。欧洲地中海地震中心和中国地震台网测定的震级分别为MW 6.2级和Ms 5.8级。

### 海啸情况
日本气象厅在发布震源·震度相关情报时，同时注明了此次地震不会引发海啸。中国自然资源部海啸预警中心在地震发生约3分钟后，根据初步地震参数判断，也认为此次地震不会引发海啸。

## 震害情况
新竹市一廢棄大樓磚塊掉落、遮雨篷崩塌，砸到停放一旁的汽車與機車。据新浪微博网友评论，福建省福州市、厦门市、泉州市等地也有明显震感。

## 余震
主震发生约8分钟后，位于宜兰县政府东方26.0千米处发生ML 4.8级余震，震源深度为71.5千米，最大烈度为3级。